# 몰도바 소비에트 사회주의 공화국
몰도바 소비에트 사회주의 공화국(루마니아어: Република Советикэ Сочиалистэ Молдовеняскэ / Republica Sovietică Socialistă Moldovenească 레푸블리카 소비에티커 소치알리스터 몰도베네아스커[*], 러시아어: Молда́вская Сове́тская Социалисти́ческая Респу́блика 몰답스카야 소베츠카야 소치알리스티체스카야 레스푸블리카[*])는 소비에트 연방을 이루던 공화국의 하나였다. 1991년 8월 27일, 현재의 몰도바 공화국이라는 이름으로 독립하였다.

## 지도자 목록

### 소비에트 연방 최고 회의 간부 회의 의장
- 표도르 브로브코 (Fyodor Brovko, 1940년 6월 28일 ~ 1951년 3월 29일)
- 이반 코디차 (Ivan Koditsa, 1951년 3월 29일 ~ 1963년 4월 5일)
- 키릴 일리야셴코 (Kirill Ilyashenko, 1963년 4월 5일 ~ 1980년 4월 10일)
- 이반 컬린 (Ivan Călin, 1980년 4월 ~ 1985년 12월 24일)
- 알렉산드르 모카누 (Aleksandr Mokanu, 1985년 12월 24일 ~ 1989년 7월 12일)
- 이반 체반 (Ivan Ceban, 1989년 7월 12일 ~ 1989년 7월 29일)
- 미르체아 스네구르 (1989년 7월 29일 ~ 1990년 4월 27일)

### 몰도바 공산당제1서기
- 피오트르 바로딘 (Piotr Borodin, 1940년 8월 2일 ~ 1942년 2월 11일) (in exile in Russian SFSR from 1941)
- 니키타 살로고르 (Nikita Salogor, 1942년 2월 13일 ~ 1946년 1월 5일) (in exile in Russian SFSR until 1944) (권한 대행)
- 니콜라에 코발 (Nicolae Coval, 1946년 1월 5일 ~ 1950년 7월)
- 레오니트 브레즈네프 (1950년 7월 26일 ~ 1952년 10월 25일)
- 디미트리 글라드키 (Dimitri Gladki, 1952년 10월 25일 ~ 1954년 2월 8일)
- 지노비에 세르디우크 (Zinovie Serdiuk, 1954년 2월 8일 ~ 1961년 5월 29일)
- 이반 보디울 (Ivan Bodiul, 1961년 5월 29일 ~ 1980년 12월 22일)
- 세미온 그로수 (Semion Grossu, 1980년 12월 22일 ~ 1989년 12월 16일)
- 페트루 루친스키 (Petru Lucinschi, 1989년 11월 16일 ~ 1991년 2월 5일)
- 그리고레 에레메이 (Grigore Eremei, 1991년 2월 5일 ~ 8월)

### 소비에트 최고 회의 의장
| 이름              | 취임            | 퇴임           | 당            |
| ----------------- | --------------- | -------------- | ------------- |
| 미르체아 스네구르 | 1990년 4월 27일 | 1990년 9월 3일 | 몰도바 공산당 |

## 주민
1989년 당시의 조사에 의하면 다음과 같다.
- 몰도바인 62,7%
- 우크라이나인 13.8%
- 러시아인 13%
- 불가리아인 2%
- 루마니아인 1.8%
- 유대인 1.5%
- 가가우스족(현재 가가우지아 공화국)과 기타 5.2%